# De winter van de lange mars
De winter van de lange mars is de Nederlandse titel van het zesde en laatste stripverhaal van Aymone. Het is het vervolg op het vorige verhaal In de sneeuw gegijzeld. Aan het einde van het verhaal werd vermeld dat er een vervolg zou komen onder de titel De duivelswind, maar dit verhaal is nooit gerealiseerd.
De reeks is geschreven door Jean-Marie Brouyère en getekend door striptekenaar Renaud. Het verhaal verscheen voor het eerst in 1977 in het stripblad Robbedoes nr. 2047 t/m nr. 2065 (uitgeverij Dupuis) en in de Franstalige equivalent Spirou., Het verhaal is tot op heden niet in albumvorm verschenen.

## Verhaal
In Tibet voeren de Khamba's, de erfgenamen van het oude lamaïstische Tibet, een guerrilla onder het bevel van de "wolvin" Khapierdorje. Een Amerikaans commandogroepje onder leiding van Bob, met Aymone als gevangene, wordt nu door Khapierdorje gevangen genomen. Zij wil Aymone als gijzelaar gebruiken om militaire steun af te dwingen, voor een leger waarmee ze Tibet wil heroveren. Ze wil haar eisen vanuit het klooster van Dobstra aan de Verenigde Staten kenbaar maken. Maar de para's van commissaris Su, de afgezante van Peking, hebben zonder moeite het klooster veroverd. Su wil proberen om Aymone in handen te krijgen. Khapierdorje zoekt nu een andere uitweg.
Ze dringen steeds verder in de Himalaya door. De groep Khamba's zoekt de maas in het net dat Commissaris Su's para's in Dobstra en de afdeling soldaten van Tsien hebben uitgegooid. Ze zijn op weg naar de grens met Nepal. Aymone spreekt zich uit over haar ongenoegen. Dan bedreigt Khapierdorje haar met een mes. Ze beveelt Aymone om haar te gehoorzamen en gooit haar tegen de grond. Aymone is machteloos en kan zich alleen maar onderwerpen. Als ze de grens naderen dwingen grenswachters hen terug te gaan. De mannen van Bob's commandogroep willen de doorgang forceren. Maar zonder wapens hebben ze geen andere keus dan de Khamba's te volgen. En Khapierdorje wil haar gijzelaars niet laten gaan. De terreingesteldheid is in hun voordeel. En Khapierdorje kent alle hoeken en gaten in het gebied. Maar ze zijn aan het einde van hun krachten en de voorraden zijn bijna op. Aymone raakt bevangen door een doodsverlangen. Door een sneeuwstorm zijn ze genoodzaakt om drie dagen lang te schuilen in een ruime grot.
Drie dagen rust hebben Aymone goed gedaan en ze voelt zich weer fit, maar ze verlangt terug naar een andere tijd. Op begrip hoeft ze niet te rekenen. Niemand gelooft haar en ze staat er helemaal alleen voor. Zowel Khapierdorje als de gravin spreken hun minachting over haar uit. Maar ze vertrouwd op haar lotsbestemming : haar armband die haar beschermd. Dan trekken ze verder door het hooggebergte, maar het leger van commissaris Su is in de buurt. Drie Khamba's, zelfmoordenaars, offeren hun leven op door een lawine te veroorzaken. Zo lukt het Khapierdorje om het grootste deel van de achtervolgers uit te schakelen. Khapierdorje jaagt haar mensen langs de minst moeilijke bergpaden de helling af. De eeuwige sneeuw maakt plaats voor rotsen. Via een lawinebaan komen ze in een diep dal. Maar Su en haar soldaten blijven aanvallen. Intussen raakt Aymone steeds meer uitgeput. Uiteindelijk laat Khapierdorje de vier Amerikanen en Aymone gaan.
Ze zijn nu vlak bij de grens. Ze proberen door de bedding van de Ting naar Nepal te ontkomen. Stroomopwaarts heeft een lawine, veroorzaakt door een neergestort verkenningsvliegtuig, de droge bedding geblokkeerd, zodat de rivier als een holle weg door de bergen naar Nepal voert. Maar Su geeft het niet op. Door de stenen op te blazen die het water tegenhouden stort een enorme watermassa zich in de diepe bedding van de Ting. Het groepje probeert zich te redden voor de ontketende watermassa. Het watergeweld stort zich over Aymone en Raul, een van de Amerikanen. De drie overgebleven Amerikanen gaan daarna op zoek en ze vinden Raul. Hij is dood. Ze proberen vergeefs Aymone terug te vinden. Maar ze is spoorloos verdwenen.